# Farola fernandina

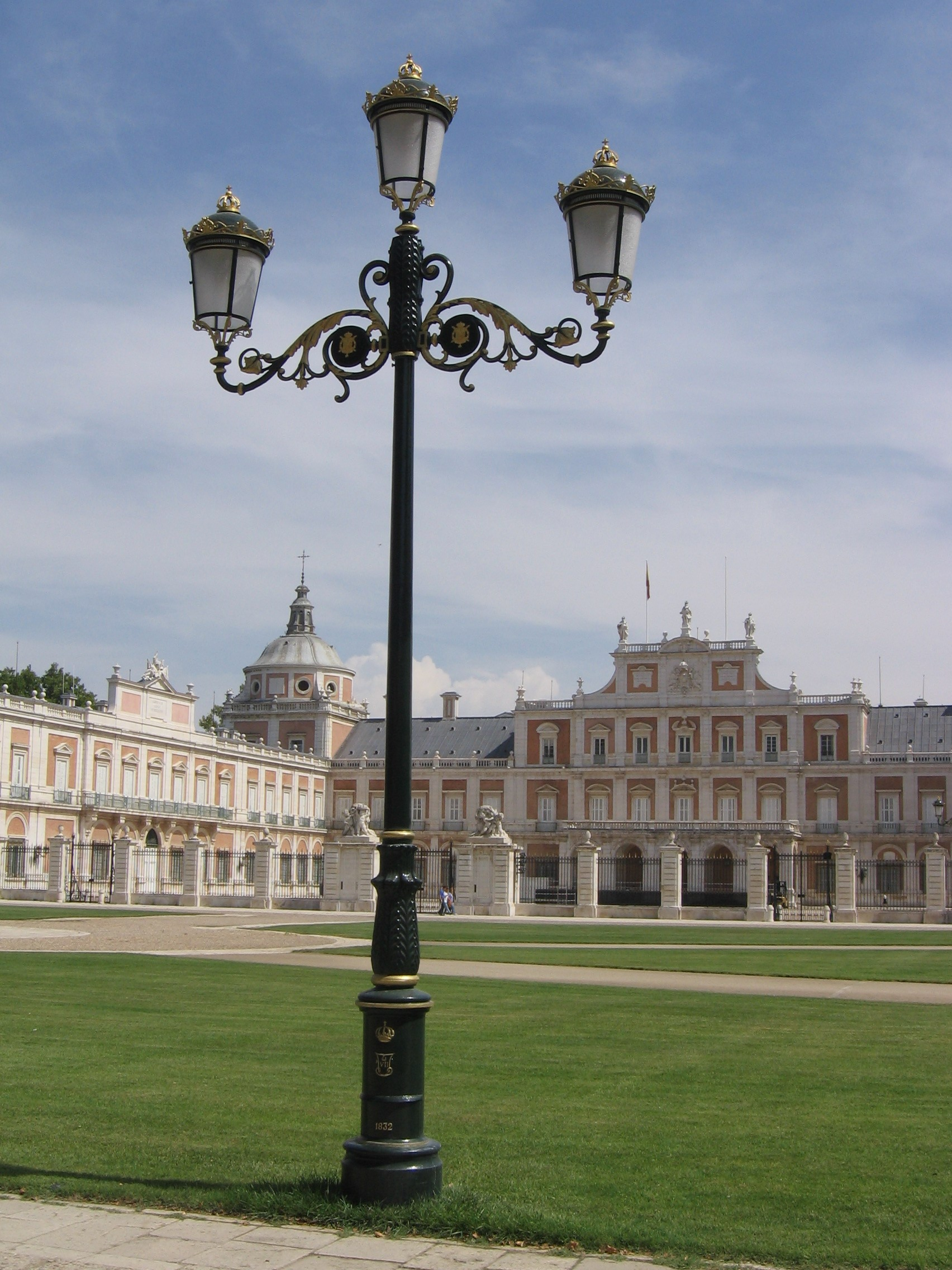
Farola fernandina en Aranjuez. En esta foto tiene los detalles en dorado, pero normalmente son negras

La farola fernandina es un objeto de mobiliario urbano usado en algunas localidades de España. Son de estilo fernandino, que es un estilo francés tardío en el contexto del neoclasicismo. El término "fernandino" es por Fernando VII, aunque en ciudades como Córdoba se observa en las iglesias el estilo fernandino en referencia a Fernando III y también las farolas fernandinas en referencia a Fernando VII.
Las farolas fernandinas se instalaron por primera vez en Madrid, pero posteriormente se extendió su colocación por toda España incluso en el reinado de Isabel II, recibiendo también el nombre de isabelinas. Habitualmente en su base tienen la cifra del monarca (dos efes contrapuestas y un VII), además de una corona sobre dicho emblema. Bajo dicho escudo esta la fecha 1832, del nacimiento de la infanta Luisa Fernanda.
En ocasiones son usadas con otros tipo de soporte o sin soporte alguno, adheridas a la pared de la calle. El farol es acristalado en su mayoría y sin cristales los que utilizan luces led, con forma cilíndrica y con la parte superior en forma de cúpula con corona, y una corona más pequeña encima. Algunas veces también se llama fernandina a una farola con el soporte de una fernandina pero con farol en forma de esfera.

## Galería

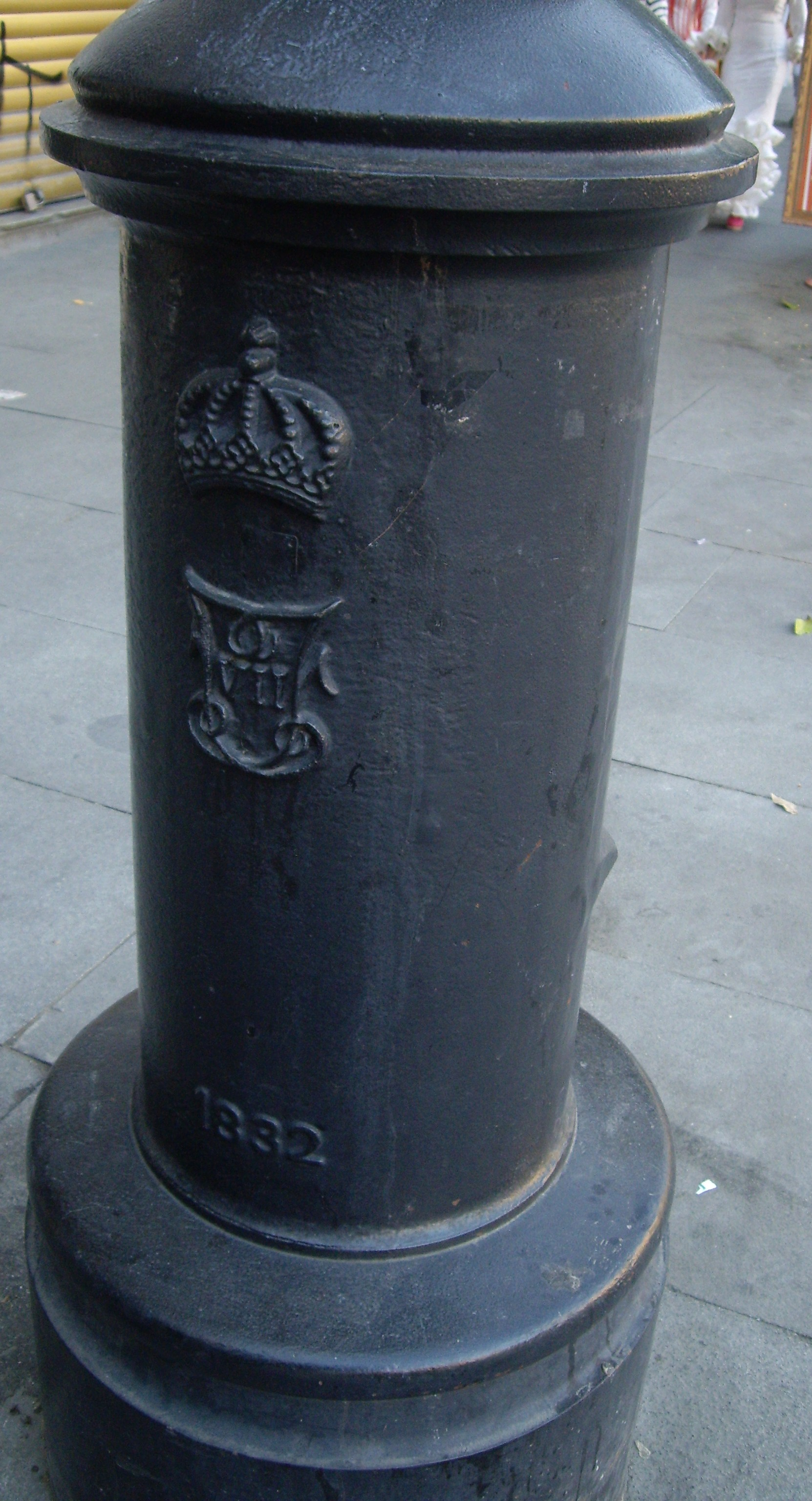
Base de farola fernandina.Farola fernadina con luces led. Vigo. Galicia. España.
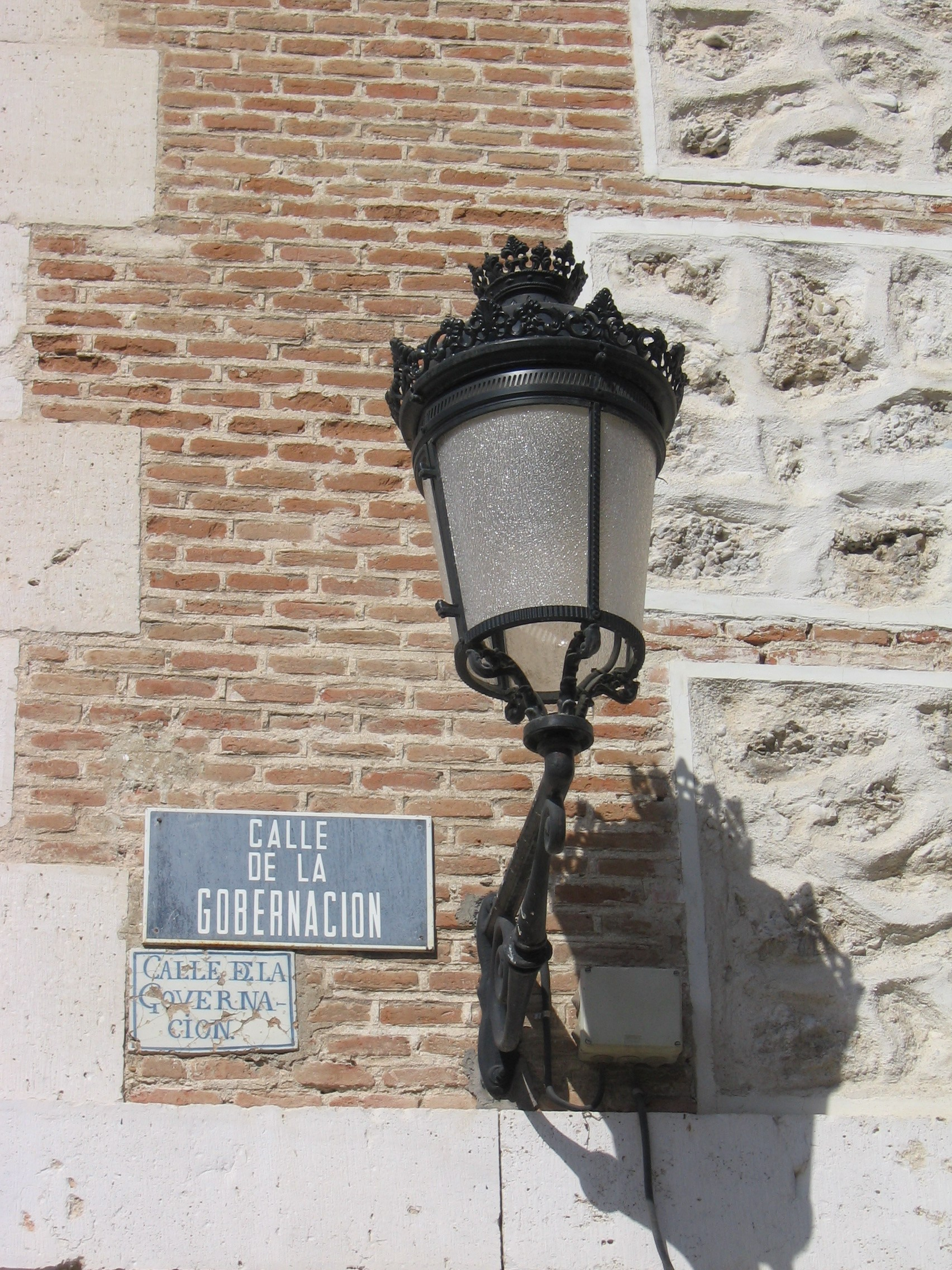
Farol fernandino en Aranjuez, Madrid.
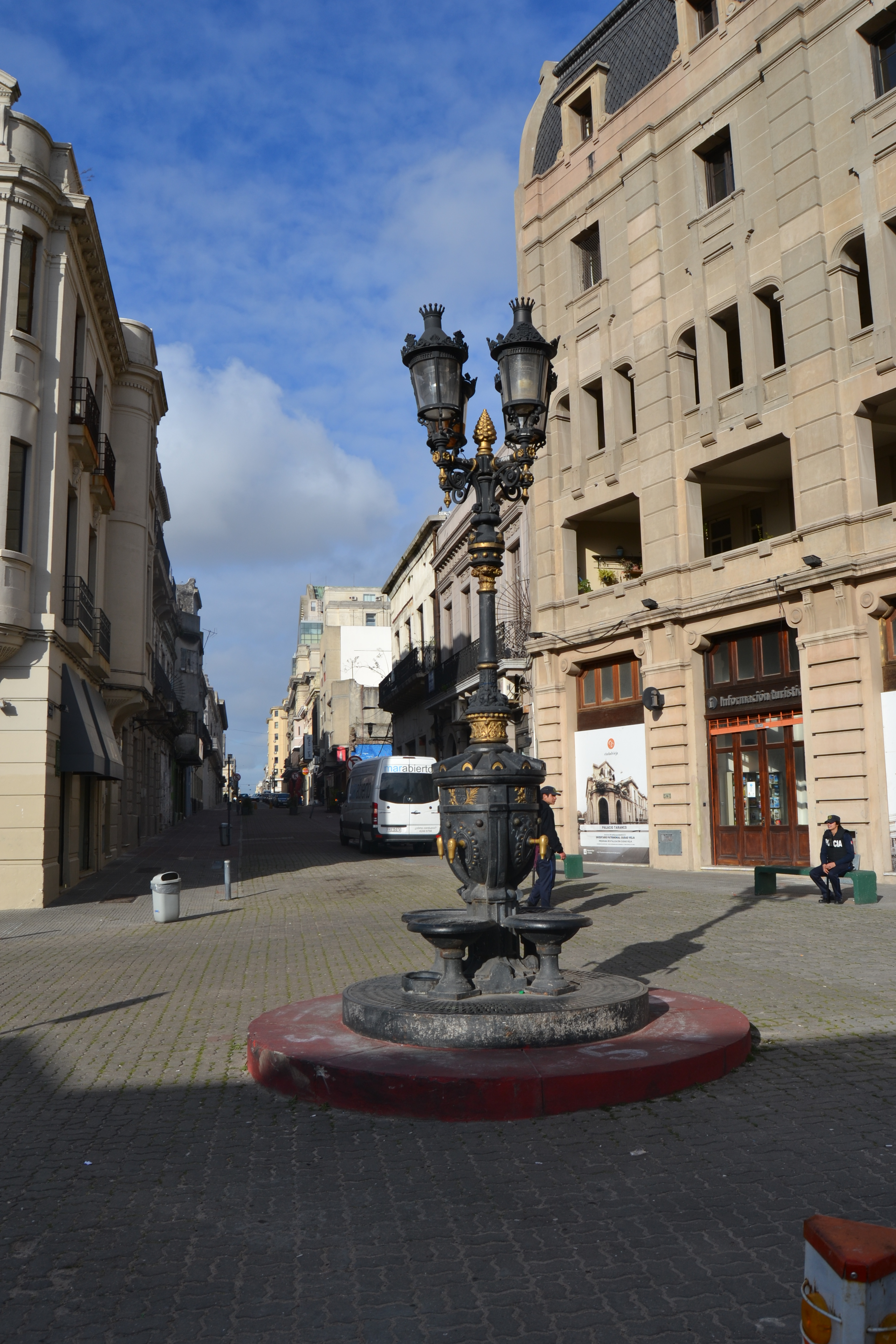
Farola fernandina en Montevideo, Uruguay
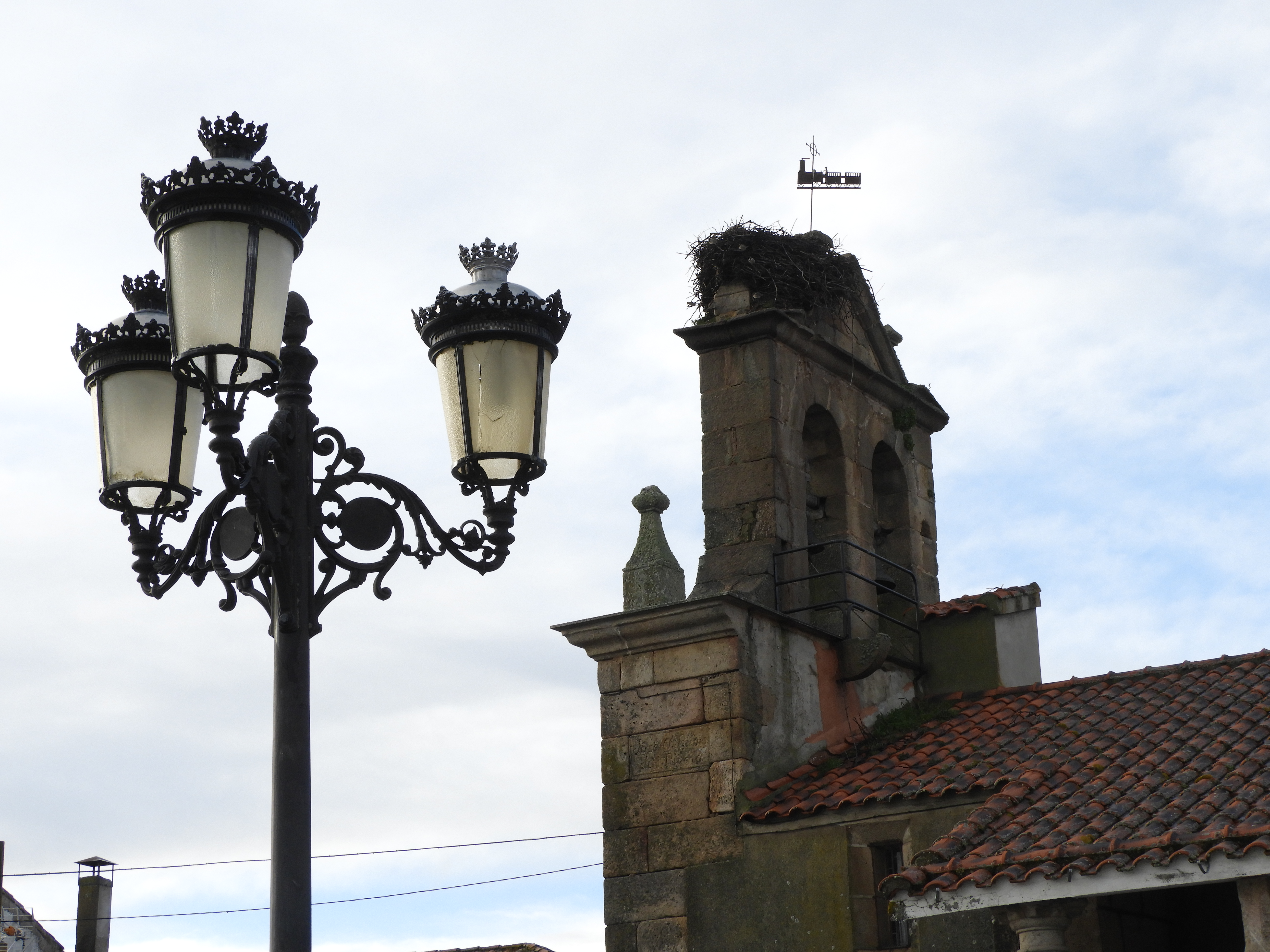
Farola fernandina en Valderrodrigo, Salamanca.